# Communauté de communes de l’Est Lyonnais
Die Communauté de communes de l’Est Lyonnais, abgekürzt CCEL, ist ein französischer Gemeindeverband mit Rechtsform einer Communauté de communes im Département Rhône, dessen Verwaltungssitz sich in dem Ort Genas befindet. Sein Gebiet liegt etwa 25 km östlich von Lyon und erstreckt sich auf einer größtenteils flachen Ebene südlich der Rhone. Es umfasst einen schmalen Streifen des Départements zwischen der Métropole de Lyon und dem Département Isère. Der Ende 1993 gegründete Gemeindeverband besteht aus acht Gemeinden auf einer Fläche von 141,18 km², sein Präsident ist Paul Vidal.

## Aufgaben
Zu den vorgeschriebenen Kompetenzen gehören die Entwicklung und Förderung wirtschaftlicher Aktivitäten und des Tourismus sowie die Raumplanung auf Basis eines Schéma de Cohérence Territoriale. Der Gemeindeverband bestimmt die Wohnungsbaupolitik und ist für den Immissionsschutz zuständig. Er betreibt im Bereich Infrastruktur die Müllabfuhr und ‑entsorgung, die Straßenmeisterei und den öffentlichen Nahverkehr. Zusätzlich fördert der Verband Kulturveranstaltungen.
Der Flughafen Lyon Saint-Exupéry befindet sich innerhalb der Communauté de communes, sein Betrieb gehört jedoch nicht zu ihren Kompetenzen.

## Mitgliedsgemeinden
Folgende acht Gemeinden gehören der Communauté de communes de l’Est Lyonnais an:
| Gemeinde                                 | Einwohner 1. Januar 2022 | Fläche km² | Dichte Einw./km² | Code INSEE | Postleitzahl |
| ---------------------------------------- | ------------------------ | ---------- | ---------------- | ---------- | ------------ |
| Colombier-Saugnieu                       | 2.859                    | 27,62      | 104              | 69299      | 69124        |
| Genas                                    | 13.446                   | 23,84      | 564              | 69277      | 69740        |
| Jons                                     | 1.594                    | 7,41       | 215              | 69280      | 69330        |
| Pusignan                                 | 4.145                    | 13,04      | 318              | 69285      | 69330        |
| Saint-Bonnet-de-Mure                     | 6.988                    | 16,34      | 428              | 69287      | 69720        |
| Saint-Laurent-de-Mure                    | 5.651                    | 18,63      | 303              | 69288      | 69720        |
| Saint-Pierre-de-Chandieu                 | 4.588                    | 29,28      | 157              | 69289      | 69780        |
| Toussieu                                 | 3.186                    | 5,02       | 635              | 69298      | 69780        |
| Communauté de communes de l’Est Lyonnais | 42.457                   | 141,18     | 301              | –          | –            |